# Gestion culturelle
La gestion culturelle recouvre l'ensemble des savoirs et des pratiques de gestion dans les domaines des arts, de la culture et des industries créatives.
En tant que science, la gestion renvoie elle-même à un corpus de théories, de connaissances et de méthodes empruntées à l'économie, aux sciences humaines et sociales, au marketing, à la science administrative, à la finance, etc. La spécificité de la gestion du "culturel" au sens le plus large renvoie à la spécificité d'un "champ" pouvant aussi être compris comme le système qui s’est formé autour des interactions obligées entre des acteurs et des règles, explicites et implicites, qui le structurent et que ces acteurs doivent respecter en s'arrangeant entre eux. Les activités et les pratiques qui se développent dans ce champ/système donnent lieu à des outputs, des produits (matériels et immatériels) ainsi que de services "qui ne sont pas des marchandises ou des services comme les autres" (UNESCO).

## Un champ d'activités différencié
Dans le champ de la culture, trois sous-systèmes doivent être distingués pour comprendre, d'une part, les mécanismes de fonctionnement de l'offre et de la demande et, d'autre part, les organisations qui rendent des offres disponibles sur les marchés culturels: 
- le sous-système des arts du spectacle vivant et du patrimoine culturel. Il est caractérisé par une économie du prototype et par une communication "en présentiel"[4], dans le sens où celle-ci nécessite la présence simultanée d'un émetteur (par exemple un groupe de musiciens jouant sur scène) et d'un récepteur (le public de cette même salle de spectacle);
- le sous-système des industries culturelles (notamment le livre, la presse, le cinéma, la musique enregistrée, le jeu vidéo[5]). Il est, d'une part, régi par la loi dite des économies d'échelle (baisse des coûts unitaires lorsque augmentent les quantités produites) et, d'autre part, il est libéré de la contrainte d'espace/temps : le groupe de musiciens de l'exemple précédent aura enregistré sa musique que les auditeurs peuvent écouter sur un support, par exemple chez eux ou dans leur voiture, etc. Musiciens et auditeurs n'ont plus l'obligation d'être présents simultanément pour qu'il y ait communication de cette musique. Pour qu'il y ait cette communication entre un émetteur et un récepteur autour d'un contenu, un intermédiaire doit toutefois mettre en œuvre une technologie beaucoup plus élaborée que dans le sous-système caractérisé par le présentiel ;
- le secteur des médias audiovisuels et du média liés aux réseaux numériques (Internet et réseaux des télécommunications) : il est caractérisé par la loi des économies d'échelle (taille des bassins de diffusion), tandis que l'immatérialité des ondes ou du web libère l'échange de la contrainte de la distribution physique des produits industriels. L'intermédiaire doit pouvoir s'appuyer là encore sur une technologie permettant la communication de masse. Certes, pendant plusieurs décennies, les médias audiovisuels ont fonctionné avec des proportions importantes de "direct" dans leurs programmes, nécessitant la présence simultanée des émetteurs des contenus des messages et des récepteurs (auditoires). Depuis les années 1970 se sont progressivement développés les programmes reprenant en boucle les mêmes contenus stockés (les chaînes de télévision thématiques par exemple).

## La différenciation des modèles de gestion (publique ou privée)

### Différenciation en fonction des secteurs d'activités
En partant de cette différenciation en trois sous-systèmes  - présentiel, industries culturelles (ou sous-système éditorial) et médiatique - on peut aisément observer qu’elle trouve son pendant dans les modèles de gestion présents dans le champ de la culture et des industries créatives.
Dans le présentiel, c'est la prépondérance de la gestion publique ou de sa logique. Dans des pays comme la France, l'Allemagne, l'Italie ou encore la Belgique et l'Espagne, cette prépondérance se traduit en particulier par la proportion élevée d'institutions culturelles nationales, régionales ou locales, gérées en régies, établissements publics ou assimilés) ou qui ont un statut d'organisations non lucratives privées (associations), mais restent fortement dépendantes des pouvoirs publics. C'est le cas de la plupart des grands orchestres, des opéras, des grands théâtres ou encore des grands festivals tout comme des institutions chargées de l'enseignement artistique. À l'inverse, des pays comme les États-Unis d'Amérique, l'Australie, le Canada ou encore les Pays-Bas, la Suisse et le Royaume-Uni, se caractérisent quant à eux par une proportion plus élevée, voire très forte, d'organisations et d'institutions culturelles autonomes des pouvoirs publics et gérées dans une logique privée non lucrative. En tout cas, la gestion privée commerciale reste peu développée sauf dans certaines activités, par exemple les variétés internationales pop et rock (par exemple une grande tournée internationale d'une rock-star).
Le sous-système éditorial (industries culturelles) présente, quant à lui, une certaine homogénéité de modèle économique avec des marchés, généralement caractérisés par des oligopoles à frange, où s'affrontent des entreprises privées. La gestion publique y est marginale mais, dans beaucoup de pays, la question du soutien public aux entreprises privées commerciales offrant des biens culturels éditoriaux est posée, en particulier pour les entreprises de production audiovisuelle et cinématographique.
Le sous-système médiatique, lié à la diffusion audiovisuelle et par internet, se caractérise par une très forte évolution depuis les années 1990. D'un côté, le secteur des médias audiovisuels publics, présentant un modèle de gestion croisant le financement par la redevance et les ressources tirées de la publicité et du parrainage. Ce modèle de gestion est présent dans la quasi-totalité des pays européens (à l'exception de l'Espagne où il n'existe pas de redevance) avec des organismes publics ou parapublics aux formes juridiques les plus variées. De l'autre côté, un secteur composé de médias audiovisuels privés qui se financent principalement par la publicité et de plus en plus par des services complémentaires et des produits dérivés. C'est aussi dans ce second modèle de gestion que se situent les entreprises liées au médium Internet.

### Différentiation en fonction des enjeux publics et des enjeux de marchés
Cette approche considère que deux enjeux majeurs structurent des "situations-types" dans le champ de la culture et des industries créatives :  
- L’enjeu public autour de l’intervention publique qui prend quatre formes : intégration dans la sphère publique, soutien direct, soutien indirect, régulation ;

- L’enjeu marchand autour des trois marchés : biens et services, dons, capitaux. Ceux-ci présentent des mécanismes de marchés différents avec de nombreux cas de figure possibles selon les caractéristiques des décideurs qui agissent dans ces trois marchés[7] : décisions émanant de multiples acheteurs individuels[8], décisions provenant d’acteurs culturels clients (acheteurs) notamment dans un rapport BtoB au sein d’une filière. ou d'une chaine de valeur externe, décisions d’investisseurs (individuels, institutionnels…), décisions de donateurs individuels ou d’entreprises mécènes.

Les enjeux qui sont en rapport avec l’intervention publique et les marchés concernent tous les « acteurs culturels », quel que soit leur secteur d’activité, mais, bien évidemment, à des degrés et selon des configurations différentes.
Ces enjeux se concrétisent dans : l'origine des ressources financières et matérielles de l’acteur culturel, ses rapports à la puissance publique, la forme juridique qu’il adopte, sa capacité de croitre et de se diversifier, sa réputation. 
Les sept situations-types (des modèles de gestion) que fait ressortir cette approche se différencient fortement sur les ressources financières et symboliques et sur la capacité à croitre notamment par diversification :
- L’institutionnel: une organisation avec une mission d’intérêt général ; il est hiérarchiquement lié à une autorité publique même lorsqu’il a une personnalité morale distincte ; cette autorité publique lui procure les ressources financières et matérielles essentielles et détermine les gros investissements à réaliser ; cette position privilégiée dans une politique culturelle procure à l’acteur culturel de ce type une légitimité et une pérennité dont il tire également sa réputation ;
- Le conventionné: bien que soutenu directement par une et souvent par plusieurs autorités publiques, il est une organisation juridiquement autonome de la sphère publique et doit, davantage que l'Institutionnel, compter sur ses recettes propres (y compris les dons) sans être toutefois dans une logique de capitalisation financière, étant reconnu dans des missions d’intérêt général ; sa réputation et sa légitimité lui assurent sa pérennité ;
- Le Fragile: individu ou organisation informelle (par exemple un squat d'artiste) ou organisation formelle à personnalité juridique; il est né de l’initiative de terrain (avec une dimension soit entrepreneuriale, soit de pratique culturelle, soit d’action militante) ; mais cet acteur culturel n’a pas de marché porteur suffisamment solvable (par exemple une compagnie de danse contemporaine de création récente) et repose donc sur le bénévolat ; la forme juridique associative lui permet de rechercher le soutien public direct (subventions, locaux…) ; celui-ci est cependant plus aléatoire que pour le Conventionné, même lorsque son activité présente une utilité publique ;
- L’Indépendant: un individu ou une organisation qui bénéficie (soit du fait de sa mission d’utilité publique, soit par sa mission de création intellectuelle ou artistique) de dispositifs de soutiens publics indirects et de circuits de financement basés sur les dons (y compris le mécénat et le bénévolat) ainsi que sur les droits de propriété intellectuelle ; bien que cet acteur culturel puisse développer des activités d’ordre commercial (c’est le cas des artistes de grande notoriété ou des fondations), il se situe dans une logique de capitalisation symbolique par laquelle sa réputation est construite ;
- Le Startup: est une jeune entreprise en phase de lancement ou de croissance sur une offre innovante (souvent numérique) et un marché nouveau ou des segments renouvelés, présentant de ce fait une attractivité pour des investisseurs tout en bénéficiant de dispositifs de soutien public indirect ;
- Le Suiveur: est une entreprise du secteur marchand à but non lucratif (en nom propre ou sous forme de société de capitaux) non leader sur son marché mais possiblement leader sur une niche, connaissant une faible croissance et peu de diversification ; le ou les entrepreneurs sont les propriétaires et les dirigeants, la pérennisation de l’entreprise étant assurée par transmission familiale ; cet acteur culturel bénéficie souvent du soutien public indirect et, dans certains cas, d’un soutien public direct sur projets (par exemple les producteurs indépendants de films ou de contenus audiovisuels) ; lorsqu’il y a un fort Excédent brut d’exploitation, cumulé et utilisé pour financer de la croissance externe, l'acteur culturel peut conforter sa position dans une filière ;
- Le Leader: une organisation du secteur marchand lucratif sous forme de groupe avec maison-mère et filiales (pouvant être détenu par un conglomérat), en position de leader sur un ou plusieurs marchés territoriaux ; sa réputation est attachée soit à la « marque » (y compris titre de presse, collection d'éditeur, label discographique, série télévisée, etc.) soit au nom de la personnalité créative sous laquelle ses offres sont commercialisées (par exemple une agence d'architecture comme Renzo Piano ou un groupe formé autour d'un chef comme Paul Bocuse) ; l’AC s'inscrit dans une logique de capitalisation financière étant en forte capacité de diversification par croissance externe, souvent transnationale, et s’appuyant sur son autofinancement et sa capacité d’endettement ; sa gouvernance est caractérisée par une séparation plus ou moins prononcée entre dirigeants et actionnaires majoritaires.

Cette analyse a été vérifiée sur un échantillon de 158 acteurs culturels dans 20 pays d’Europe

## L'enseignement de la gestion dans le secteur de la culture
L'enseignement de la gestion du culturel a d'abord été introduite dans les universités américaines, du fait de l'importance qu'a pris dans ce pays, dans le sous-système des arts, du spectacle vivant et du patrimoine culturel, la gestion privée d'organisations productives de biens et services, d'une part à but non lucratif (non-profit making system) et d'autre part, complètement autonomes des pouvoirs publics. Ces organisations bénéficient certes de financements publics, mais de façon très marginale. Elles sont surtout soutenues par des donateurs individuels et par le mécénat et le sponsoring des entreprises. Leur marketing opérationnel doit par conséquent s'appuyer sur des stratégies de recherche de partenariats avec des donateurs, des mécènes et des sponsors ainsi que de développement de services annexes à leurs offres artistiques et culturelles centrales (événementiel, restaurant, location d'espaces, etc.) ainsi que de produits dérivés.
En France, la formation à la gestion culturelle a commencé à se développer à partir de 1982. L'impulsion a été donnée par Jack Lang, alors ministre de la Culture, avec les premières orientations sur la relation économie et culture et le concept d'entreprise culturelle. Il n'est pas rare à présent de voir dans les grandes écoles de gestion françaises des programmes de spécialisation ("mineure" ou "majeure" en 2e et 3e année) à HEC (École des hautes études commerciales), à Toulouse Business School (ESC Toulouse) au Groupe ESC Dijon Bourgogne, et à Kedge Business School (ESC Bordeaux et ESC Marseille). 
Le cadre de la gestion culturelle intègre des approches de plus en plus différenciées parce que la problématique porte soit sur des métiers spécifiques (la musique, le patrimoine, le tourisme culturel, etc.), soit sur des contextes particuliers (par exemple les collectivités territoriales ou la coopération culturelle internationale), soit encore sur des cadres d'action (la gestion de projets, les organisations culturelles, etc.). Il n'est pas étonnant dans ces conditions de voir toute cette diversité d'approches et de spécialisations dans l'offre de formation des universités notamment au niveau de diplôme Master 2 (Paris IV en Administration et gestion de la musique, Paris VIII-Saint Denis, IEP de Lyon, l'observatoire des politiques culturelles à Grenoble). Les ressources en expertise, en enseignants et en documentation sont de plus en plus conséquentes et ceci non seulement en France mais dans toute l'Europe où la dynamique culturelle (d'après un rapport Eurostat de 2006 le secteur de la culture représente environ 4 % des emplois) est accompagnée d'une dynamique de la formation aux métiers de la culture et en particulier ceux liés à la gestion culturelle.
Fondé en 1992 sous l'égide du Conseil de l'Europe, le réseau européen ENCATC (European Network of Cultural Administration Training Centres) regroupe environ 140 membres, universités, écoles de gestion et autres organismes de formation diplômante en Europe.

### Rapports, revues, études disponibles sur internet
- Commission européenne (2010) Libérer le potentiel des industries culturelles et créatives, Livre Vert, Bruxelles, COM 2010 (183/3). [lire en ligne] (consulté le 23/11/2012).
- ENCATC, Journal of Cultural Management, Issue 1, vol. 8, December 2018. [lire en ligne]
- EY (2015) Cultural Times. The first global map of cultural and creative industries. [lire en ligne]
- EY (2014) Creating Growth. Measuring Cultural and Creative Markets in the EU. [lire en ligne].
- KEA, L'économie de la Culture en Europe, rapport commandité par la Commission européenne, Bruxelles, 2006.